# پائونی
پائونی (به انگلیسی: Pauni) یک منطقهٔ مسکونی در هند است که در بخش باهندارا واقع شده‌است. پائونی ۹ کیلومتر مربع مساحت و ۱۲٬۸۲۱ نفر جمعیت دارد و ۲۲۶ متر بالاتر از سطح دریا واقع شده‌است.